# Zwangsverwaltung
Die Zwangsverwaltung (selten: Sequestration) ist eine Zwangsvollstreckungsmaßnahme in das unbewegliche Vermögen des Schuldners zur Durchsetzung einer Geldforderung. Die Forderung der Gläubiger soll aus den Erträgen des Grundstücks, etwa Miet- und Pachteinnahmen, erfüllt werden. Anders als bei den anderen Immobiliarvollstreckungsmaßnahmen, die auf einen Eigentumswechsel gerichtet sind (Zwangsversteigerung und Zwangshypothek), bleibt der Schuldner bei der Zwangsverwaltung immer Eigentümer des Grundstücks.

## Zwangsvollstreckungsrecht

### Deutschland
Geregelt ist die Immobilienvollstreckung in den §§ 864 ff. der Zivilprozessordnung (ZPO) und 146 ff. des Gesetzes über die Zwangsversteigerung und die Zwangsverwaltung  (ZVG).
Es handelt sich um eine Maßnahme der Einzelzwangsvollstreckung (im Gegensatz zur Gesamtvollstreckung, Insolvenz). Zwangsversteigerung und Zwangsverwaltung sind jedoch grundsätzlich auch während eines laufenden Insolvenzverfahrens möglich. Dies gilt aber nur für solche Gläubiger, die dinglich gesicherte Pfandrechte haben; für die in der Regel also im Grundbuch eine Grundschuld, Hypothek oder Reallast eingetragen ist.
Zum unbeweglichen Vermögen gehören unter anderem (bebaute und unbebaute) Grundstücke, Erbbaurechte und mit Sondereigentum verbundene Miteigentumsanteile (Wohnungseigentum). Das Verfahren wird beim zuständigen Amtsgericht als Vollstreckungsgericht durch einen Rechtspfleger durchgeführt. Die Verwaltung wird hierbei in der Regel auf einen Dritten, den Zwangsverwalter übertragen, dem es obliegt, etwaige Mieten oder Pachten einzuziehen und die ordnungsgemäße und werterhaltende Bewirtschaftung des Objektes aus den Einnahmen zu sichern. Wird der Schuldner zum Zwangsverwalter bestellt, so hat das Gericht eine Aufsichtsperson zu bestellen.
Der Zwangsverwalter wird treuhänderisch tätig und muss dabei die Interessen aller Beteiligten bestmöglich wahren (siehe Urteil BGH StR 156/11). Decken die Einnahmen nicht die für die ordnungsgemäße Verwaltung notwendigen Ausgaben, hat der betreibende Gläubiger Vorschüsse zum Ausgleich zu leisten. Andernfalls wird die Zwangsverwaltung eingestellt. Soweit der Schuldner im Objekt wohnt, sind ihm im Rahmen der Zwangsverwaltung gemäß § 149 ZVG die für seinen Hausstand unentbehrlichen Räume zu belassen. Dies gilt allerdings nur, soweit der Schuldner auch bereit ist, die Nebenkosten der von ihm genutzten Wohnung zu bezahlen. Ist eine Gefährdung des Objekts zu befürchten oder zahlt der Schuldner auch nach Zahlungsaufforderung durch den Zwangsverwalter die Nebenkosten nicht, so kann dieser den Schuldner und dessen Familienangehörige bereits aus dem Anordnungsbeschluss des Vollstreckungsgerichts mittels eines Gerichtsvollziehers räumen lassen. Das Vollstreckungsgericht hat zuvor jedoch über einen entsprechenden Antrag des Zwangsverwalters nach § 149 Abs. 2 ZVG zu entscheiden und den Schuldner auch anzuhören, soweit nicht Gefahr in Verzug ist.
Im Unterschied zur Zwangsversteigerung, in der der Gläubiger die Befriedigung seiner Ansprüche aus der Substanz (Verwertung) der Immobilie sucht, werden im Rahmen der Zwangsverwaltung die aus dem Objekt erzielten Einnahmen (Miete, Pacht) nach Abzug der Bewirtschaftungskosten verteilt. Dies geschieht grundsätzlich auf der Grundlage eines vom Gericht erstellten Teilungsplanes (§ 156 Abs. 2, § 157 ZVG). Bestimmte laufende Beträge zahlt der Zwangsverwalter ohne Teilungsplan, insbesondere die laufenden Ausgaben der Verwaltung (§ 155 Abs. 1 – Rangklasse 0) und die laufenden öffentlichen Lasten (§ 155 Abs. 2, § 156 Abs. Satz 1 ZVG – Rangklasse 3). Dies gilt grundsätzlich auch für die Forderungen der Wohnungseigentümer (§ 156 Abs. 1 Satz 2 ZVG). Die Zahlungen – auch auf Grund des Teilungsplans – nimmt der gerichtlich bestellte und überwachte Zwangsverwalter eigenverantwortlich vor – unter Beachtung der gesetzlich bestimmten Rangfolge (§ 155 Abs. 1, § 10 Abs. 1 ZVG – Rangklasse 1 bis 5, wobei Kapitalzahlung, Klasse 5, nur in einem gesonderten Termin erfolgen darf – § 158 ZVG).
Gläubiger können zur gleichen Zeit Zwangsversteigerung und Zwangsverwaltung betreiben. Meist erst nach Rechtskraft der Zuschlagserteilung in der Versteigerung wird die Zwangsverwaltung aufgehoben. Im Zeitraum zwischen Zuschlag und Aufhebung der Zwangsverwaltung (meist nach Rechtskraft des Zuschlags) verwaltet der Zwangsverwalter weiter – hierbei hat der Zwangsverwalter sowohl die Interessen des neuen Eigentümers zu beachten, als auch die des Gläubigers. Denn es ist immer noch dieselbe Zwangsverwaltung auf Antrag des Gläubigers und der Gläubiger muss für die Vergütung für diesen Zeitraum einstehen. Nach Aufhebung wegen Zuschlags rechnet der Zwangsverwalter mit dem neuen Eigentümer („Ersteher“) ab; dies erfolgt durch eine sogenannte Ersteherabrechnung, die der Verwalter dem Ersteher vorlegt und dem Vollstreckungsgericht zur Kenntnis gibt. Auch bei Rücknahme der Zwangsverwaltung durch den Gläubiger endet das Zwangsverwaltungsverfahren erst mit dem Aufhebungsbeschluss des zuständigen Vollstreckungsgerichts.
Vergütung des Zwangsverwalters
Die Vergütung des Zwangsverwalters ist auf der Grundlage des § 152a ZVG in der Zwangsverwalterverordnung vom 19. Dezember 2003 (ZwVwV) geregelt. Die Regelvergütung bei der Zwangsverwaltung von Grundstücken, die durch Vermieten oder Verpachten genutzt werden, beträgt in der Regel 10 Prozent des für den Zeitraum der Verwaltung an Mieten oder Pachten eingezogenen Bruttobetrags. Im Einzelfall kann der genannte Prozentsatz bis auf 5 % vermindert, oder bis auf 15 % angehoben werden. Steht dem Verwalter mangels Einnahmen keine Regelvergütung zu, bemisst sich seine Vergütung nach Zeitaufwand. Der Stundensatz beträgt mindestens 35 Euro und höchstens 95 Euro. Die Mindestvergütung des Verwalters beträgt 600 Euro, wenn er das Zwangsverwaltungsobjekt in Besitz genommen hat. Wird das Zwangsverwaltungsverfahren aufgehoben, nachdem der Verwalter tätig geworden ist, jedoch bevor er das Zwangsverwaltungsobjekt in Besitz genommen hat, so erhält er eine Vergütung von 200 Euro.
Mit der Vergütung sind die allgemeinen Geschäftskosten des Verwalters, zu denen auch der Büroaufwand des Verwalters einschließlich der Gehälter seiner Angestellten gehören, abgegolten. Besondere Kosten, die dem Verwalter im Einzelfall, zum Beispiel durch Reisen oder die Einstellung von Hilfskräften für bestimmte Aufgaben im Rahmen der Zwangsverwaltung tatsächlich entstehen, sind als Auslagen zu erstatten, soweit sie angemessen sind. Anstelle der tatsächlich entstandenen Auslagen kann der Verwalter nach seiner Wahl für den jeweiligen Abrechnungszeitraum eine Pauschale von 10 Prozent seiner Vergütung, höchstens jedoch 40 Euro für jeden angefangenen Monat seiner Tätigkeit, fordern.
Zusätzlich zur Vergütung und zur Erstattung der Auslagen wird dem Verwalter die anfallende Umsatzsteuer erstattet.

### Österreich
Bei der Exekution wegen Geldforderungen auf das unbewegliche Vermögen stehen dem betreibenden Gläubiger nach der Exekutionsordnung (EO) drei Exekutionsmittel zur Verfügung: die zwangsweise Pfandrechtsbegründung (§§ 88–96 EO), die Zwangsverwaltung (§§ 97–132 EO) und die Zwangsversteigerung (§§ 133–239 EO).
Objekte der Zwangsverwaltung sind die Liegenschaft, das Superädifikat und die im Grundbuch eingetragenen dinglichen Rechte an einem Grundstück (Buchrecht).

### Schweiz
Geldforderungen werden auf dem Wege der Schuldbetreibung durchgesetzt, geregelt im Bundesgesetz über Schuldbetreibung und Konkurs (SchKG). Für Grundstücke, die im Alleineigentum des Schuldners stehen, gilt daneben die Verordnung des Bundesgerichts über die Zwangsverwertung von Grundstücken.
Die Zwangsverwaltung als selbständige Vollstreckungsmaßnahme, die endet, wenn die titulierte Forderung erfüllt ist, gibt es in der Schweiz so nicht. Mit Pfändung eines Grundstücks verliert der Eigentümer seine Verfügungsbefugnis. Das Betreibungsamt sorgt von Amtes wegen, solange die Pfändung besteht, für die Verwaltung und Bewirtschaftung des Grundstückes. Ziel der Zwangsvollstreckung in das unbewegliche Vermögen ist aber grundsätzlich die Zwangsversteigerung, mit welcher das Eigentum auf den Ersteigerer übergeht.

## Zwangsadministration
In Politik- und Geschichtswissenschaft bedeutet Zwansgadministration, im Völkerrecht auch internationales Regime (engl. International territorial administration), die vorübergehende Verwaltung eines nicht zum direkten Herrschafts- respektive Staatsgebiet des Administrators gehörenden Territoriums durch eine staats- oder völkerrechtlich definierte und legitimierte übergeordnete Instanz, also etwa die Verwaltung im Auftrag eines Reichs oder eines Staatenbundes, einer internationalen Konferenz oder einer internationalen Organisation. Ziele sind die Befriedung und der Wiederaufbau einer Konfliktregion. Solche Verwaltungen erfolgen in der Regel gegen den Willen des verwalteten Territoriums, somit unter Zwang. Beispiele seit dem 20. Jahrhundert sind vor allem Mandatsgebiete des Völkerbunds und Treuhandgebiete der Vereinten Nationen.

## Wirtschaftliche Kriegsführung

### Völkerrecht
Die Kriegführenden des Ersten und des Zweiten Weltkriegs haben gegen feindliches Privateigentum in ihren territorialen Hoheitsbereichen zahlreiche Maßnahmen wie Beschlagnahme, Zwangsverwaltung und Liquidation ergriffen. Die Legitimität der Ziele war unter den Kriegführenden im Wesentlichen unbestritten. Angesichts der zum Gegner
in Friedenszeiten gewachsenen Handelsbeziehungen wollte man jeglichen Feindeinfluss auf die eigenen kriegswirtschaftlichen Anstrengungen ausschließen, dem Feindstaat Ressourcen (bspw. Auslandskapital), Handelsniederlassungen und Nachrichtenstellen abschneiden sowie die eigenen Kriegsanstrengungen durch Nutzung von Feindvermögen (bspw. Patenten) vorantreiben. Dazu sollte der Substanzwert des feindlichen Privatvermögens grundsätzlich erhalten bleiben.
In der völkerrechtlichen Literatur besteht desungeachtet Uneinigkeit, ob diese Maßnahmen den Kriegszustand voraussetzen, also ohne ihn unzulässig wären.

### Staatenpraxis

#### Erster Weltkrieg
Zwangsverwaltungen wurden in größerem Umfang im Ersten Weltkrieg von allen Kriegsparteien im Rahmen des Wirtschaftskrieges eingeführt. Die einzelnen Staaten gingen dabei unterschiedlich vor. Insbesondere die Alliierten begannen frühzeitig einen gegen die Mittelmächte gerichteten Wirtschaftskrieg. Dieser begann physisch mit der Seeblockade der Mittelmächte und rechtlich mit umfangreichen Eingriffen in die Besitzverhältnisse von feindlichen Ausländern bzw. Unternehmen und Institutionen in ihrem jeweiligen Machtbereich. Frankreich ging bereits frühzeitig rücksichtslos besonders gegen deutsches Vermögen vor, das teilweise ohne rechtliche Maßgabe, unter Zwangsverwaltung gestellt und zum Nachteil der deutschen Besitzer rasch unter Wert veräußert wurde. Ähnlich ging Russland vor, wo die Zwangsverwaltungen chaotische Ausmaße annahmen, weil die Zentralregierung mit der Kriegsführung heillos überfordert war.
Großbritannien ging ebenfalls zügig gegen feindliches Eigentum vor, allerdings zumindest auf gesetzlicher Basis. Feindliche Vermögenswerte jeglicher Art wurden unter Zwangsverwaltung gestellt und liquidiert. Nach Kriegseintritt der USA kopierten diese die britische Vorgehensweise weitgehend im Trading with the Enemy Act.
Das Deutsche Kaiserreich reagierte auf die umfangreichen Enteignungen von Auslandsvermögen seiner Staatsangehörigen mit eher zögerlichen Schritten. Industrieunternehmen wurden frühzeitig 1914/15 unter Zwangsverwaltung genommen. Feindliches Privatvermögen bis 1917 allerdings nur statistisch erfasst und erst ab April 1917 teilweise unter Kontrolle des Treuhänders für das feindliche Vermögen gebracht. Im Versailler Friedensvertrag musste Deutschland alle Zwangsverwaltungen und die ihnen folgenden Liquidierungen seines Auslandsvermögens akzeptieren. Wegen Artikel 297 e musste Deutschland dagegen hohe Schadensersatzansprüche ehemals feindlicher Ausländer bedienen.

#### Zweiter Weltkrieg
Im Zweiten Weltkrieg wurden häufig Staaten, mit denen man sich nicht im bewaffneten Konflikt befand, zum Feindterritorium im Sinne der bestehenden Feindhandelsgesetze ernannt, ohne dass man sich deshalb als im Kriegszustand mit diesen Staaten befindlich betrachtete. So erklärte beispielsweise Großbritannien am 2. August 1941 Finnland zum „enemy territory“. Finnland wiederum beschlagnahmte britisches Vermögen und untersagte seinen Staatsangehörigen den Rechtsverkehr mit Großbritannien. Die USA erklärten Rumänien bereits im Oktober 1940 zum „foreign country“, der Kriegszustand wurde jedoch erst am 17. Juli 1942 erklärt.
In den meisten Gegnerstaaten des Deutschen Reiches wurden mit Beendigung des Kriegszustands auch alle anlässlich des Kriegszustandes innerstaatlich ergangenen Maßnahmen aufgehoben.